# Stenothoe georgiana
Stenothoe georgiana is een vlokreeftensoort uit de familie van de Stenothoidae. De wetenschappelijke naam van de soort is voor het eerst geldig gepubliceerd in 1977 door Bynum & Fox.